# Монтевидео, видимо се! (ТВ серија)
Монтевидео, видимо се! је српска серија из 2014. Последњи је наставак серије Монтевидео, Бог те видео!, који је редитељски првенац српског глумца Драгана Бјелогрлића по сценарију Ранка Божића и Димитрија Војнова. Сценарио је написан по истоименој књизи спортског новинара Владимира Станковића која говори о великом успеху репрезентације Краљевине Југославије (коју су тада чинили играчи из Србије) на Светском првенству у фудбалу у Уругвају 1930.
Трећа сезона серије носи назив Монтевидео, видимо се!, прати наставак приче и бави се Светским првенством у Уругвају и има 10 епизода.
Прва епизода треће сезоне премијерно је приказана 6. априла 2014. на РТС-у.

## Радња
Последњи наставак серије Монтевидео Бог те видео! се одвија у Монтевидеу, током одржавања првог фудбалског Светског првенства. Окосница радње су три кључне утакмице које је репрезентација Југославије одиграла против тимова Бразила, Боливије и Уругваја. Такође нам дочарава положај тадашње репрезентације Краљевине Југославије, која је направила право изненађење заузевши високо треће место.
Серија приказује судбину репрезентације Краљевине Југославије која од потпуних аутсајдера из једне мале европске земље, чије име неправилно изговарају, и којој нико не даје превелике шансе за успех, прави преокрет, постаје изненађење Првенства и убрзо доспева на странице светске штампе, након што је победила фудбалску велесилу Бразил. Следи суочавање са неправдом која им је начињена, са неочекиваним правилима и прихватањем пораза након утакмице са домаћином Првенства, али и са важним животним лекцијама, незаборавним пријатељствима које је свако из Монтевидеа понео у своју домовину где им је приређен тријумфални дочек као трећепласираној репрезентацији на свету.

## Ликови
- Александар Тирнанић - Тирке (Милош Биковић) Младић са Чубуре, приморан да бира између рада у фабрици и фудбала. Одабраће фудбал. Једино сећање на погинулог оца у Великом рату је орден - Карађорђева звезда. Природан таленат са Чубурске калдрме, придружује се фудбалском клубу БСК-а, где упознаје Мошу Марјановића, њих двојица постају нераздвојни пријатељи и легендарни тандем. Иако мангуп, Тирке је амбициозан, праведан, сањар али пре свега, чиста душа.

- Благоје-Моша Марјановић (Петар Стругар) фудбалер БСК-а, једини професионалац у то време, плаћен за сваки постигнут гол. Моша је обучен у по најновијим модним трендовима, вози први Форд Т у Београду, креће се по најелитнијим ноћним клубовима Београда. У познатом Џокеј клубу, упознаје либералну, слободоумну Валерију.

- Станоје (Предраг Васић / Славко Штимац / Властимир Ђуза Стојиљковић) сироче са Чубуре, живи у Јавној кући јер нема дом. Као чистач ципела, Тиркетова је талија а захваљујући Моши, БСК га ангажује да помаже економу. Дивно пријатељство између Станоја и Тиркета, натераће га да пође за њим инкогнито возом и бродом за Уругвај. У току пута откривен је и као малолетник репрезентација га је прошверцовала преко граница до Монтевидеа, где ће он после Светског првенства 1930. године, одлучити да тамо и остане.

## Епизоде
| Бр. еп. (укупно) | Бр. еп. (у сезони) | Наслов                    | Редитељ           | Сценариста                                     | Премијера       |
| --- | ------------------ | ------------------------- | ----------------- | ---------------------------------------------- | --------------- |
| 1 | 1                  | Долазак у Рај − „Параисо” | Драган Бјелогрлић | Ранко Божић Димитрије Војнов Драган Бјелогрлић | 6. април 2014.  |
| Фудбалска сага о учешћу репрезентације Краљевине Југославије на првом Светском првенству у фудбалу 1930. године у Уругвају, наставља се након тронедељног путовања преко Атлантског океана. Репрезентација стиже у Монтевидео, али уместо свечаног дочека и смештаја у луксузни хотел, принуђени су да пешаче до аутобуса који ће их одвести на периферију града. У хотелу, у којем су смештени, нема чак ни струје и играчи се с муком сналазе у мраку. Ипак, младалачка радозналост и жеља да што пре упознају Монтевидео и његове становнике, извући ће их из кревета и одвести у дугу ноћну шетњу где ће их чекати прегршт изненађења. |                    |                           |                   |                                                |                 |
| 2 | 2                  | Моментито                 | Драган Бјелогрлић | Ранко Божић Димитрије Војнов Драган Бјелогрлић | 13. април 2014. |
| Ноћни живот Монтевидеа је пун изазова за младе играче. Док је део тима у потрази за лаком забавом, Тирке и Моша лутају улицама оптерећени осећањем губитка. Сусрет са прелепом Долорес, међутим, вратиће осмех на Тиркетово лице. Код Моше, ствари стоје другачије. У силуети калуђера препознаће весника смрти који га прати. Црне мисли и слутње не престају да га прогоне. Због непоштовања тимске дисциплине, Милутинац се сукобљава са Ивицом Беком. Већ следећег дана, на првом кондиционом тренингу, играчи ће схватити да их на предстојећем првенству чекају озбиљни противници. Првенству присуствује и најпознатији фудбалски менаџер, Американац Хочкинс. То ће код играча изазвати додатно узбуђење и пробудити велике амбиције.. |                    |                           |                   |                                                |                 |
| 3 | 3                  | Жреб                      | Драган Бјелогрлић | Ранко Божић Димитрије Војнов Драган Бјелогрлић | 20. април 2014. |
| Жреб није наклоњен репрезентацији Краљевине Југославије. Добили су најтежег противника, екипу Бразила, репрезентацију коју сви виде као будућег победника на турниру. Да им се лоше пише, потврђује и одлука организатора да резервише карте за повратак бродом кући већ кроз три дана. Али младост не зна за брзе предаје посебно ако нова познанства заискре знацима симпатије и љубави као што је случај између Тиркета и Долорис али и Ивице Бека и лепа рецепционарке Консуеле... Жил Риме, председник Фифе, нуди Андрејевићу значајну функцију у Фифи. Скреће му пажњу да фудбал није само игра већ је и политика и да домаћин увек има предност над другима...                                                                          |                    |                           |                   |                                                |                 |
| 4 | 4                  | Коло                      | Драган Бјелогрлић | Ранко Божић Димитрије Војнов Драган Бјелогрлић | 27. април 2014. |
| Живот у хотелу се нормализује. Андрејка упозорава играче да воде рачуна којим ризицима се излажу одлазећи у ноћни провод. Тражи од њих да се уздрже поготово уочи сутрашње утакмице са Бразилом која ће се играти на стадиону Национал пред сто хиљада гледалаца. Недостатак новца је бољка са којом мали Станоје покушава да изађе на крај. Почиње да чисти ципеле у најпрометнијој улици Монтевидеа. У томе му помажу Пако и новинар Бора. У Монтевидео стиже Живковић код кога су дресови националног тима. Али цариници, видевши тај пртљаг, помисле да је у питању шверц. Утакмица са Бразилом само што није почела. Тренер Божа од играча захтева да на бразилску игру, која личи на самбу, одговоре својом игром која личи на коло...   |                    |                           |                   |                                                |                 |
| 5 | 5                  | Прво па мушко             | Драган Бјелогрлић | Ранко Божић Димитрије Војнов Драган Бјелогрлић | 4. мај 2014.    |
| Почиње утакмица са Бразилом. Играчи се међусобно надигравају. Наклоност публике врло брзо прелази на страну фудбалера Југославије. За то је најзаслужнији голман Јакшић који брани феноменално. Већ у првом контранападу, Тирке постиже гол за вођство репрезентације Југославије. На стадиону настаје право одушевљење. Публика постаје свесна да присуствује историјској утакмици у којој аутсајдер, чије име не знају ни да изговоре, држи лекцију светским фудбалским величинама, фудбалерима Бразила. Али утакмица је тек на почетку и до краја ће се још много тога догодити... |                    |                           |                   |                                                |                 |
| 6 | 6                  | Ел Гранде                 | Драган Бјелогрлић | Ранко Божић Димитрије Војнов Драган Бјелогрлић | 11. мај 2014.   |
| Велика победа Југославије над Бразилом слави се у Београду али и на улицама Монтевидеа. Где год да се појаве, играчи и руководство репрезентације доживљавају овације и аплаузе присутних. У општој еуфорији пада предлог да се један трг у Монтевидеу назове по феноменалном голману репрезентације, Миловану Јакшићу. Романса између Тиркета и Долорес постаје све озбиљнија, а она друга, између Ивице Бека и рецепционарке Консуеле, добија неочекивани и комични обрт.. |                    |                           |                   |                                                |                 |
| 7 | 7                  | Људи и бројеви            | Драган Бјелогрлић | Ранко Божић Димитрије Војнов Драган Бјелогрлић | 25. мај 2014.   |
| После победа над Бразилом, менаџер Хочкинса нуди играчима уговор за место у тиму састављеном од најбољих играча Мундијала који ће по завршетку првенства кренути на светску турнеју. Планира да у Америци формира јаку фудбалску лигу. Од Ивице Бека тражи да му доведе играче које је изабрао. На списку нема Моше. Тирке одлази на ручак код Долорис. На његово изненађење, њен брат Кико је већ испланирао како ће изгледати његов будући живот са Долорис. На помолу је и нова романса, oвогa пута између певачица Бланке и голмана Милованa Јакшићa. За то време Моша открива да је лик монаха, за кога је веровао да је гласник смрти, у ствари весник оздрављења и наде...                                                              |                    |                           |                   |                                                |                 |
| 8 | 8                  | Опијени славом            | Драган Бјелогрлић | Ранко Божић Димитрије Војнов Драган Бјелогрлић | 1. јун 2014.    |
| Примамљива понуда менаџера Хочкинса изазвала је расцеп међу играчима репрезентације. Играчи које је Хочкинс одабрао се издвајају од осталих којима тек тада постаје јасно о чему се ради. Али утакмица са Боливијом је је прилика да се и неки од њих нађу на Хочкинсовом списку изабраних. Утакмица почиње у траљавој и себичној игри појединаца који по сваку цену желе да се истакну не би ли запали за око Хочкинсу. Моша игра као препорођен... На помолу је још једна велика победа Југославије.. |                    |                           |                   |                                                |                 |
| 9 | 9                  | Кад имаш неког свог       | Драган Бјелогрлић | Ранко Божић Димитрије Војнов Драган Бјелогрлић | 8. јун 2014.    |
| Југославија је постигла велики успех изборивши се за полуфинале Мундијала као једина европска екипа. Док чекају противника у полуфиналу, играчи се забављају. Романса између голмана Јакшића и прелепе Бланке достиже свој врхунац али и изненадни крај, док она друга, између Тиркета и Долорис, доноси неочекивани заплет. Моша Марјановић се придружује Хочкинсовом дрим тиму али за много већи хонорар, а постаће и његов капитен. А онда Жил Риме, председник Фифе, извлачи парове полуфинала. Југославија за противника добија репрезентацију домаћина, фаворизовани Уругвај и у трену се све мења... |                    |                           |                   |                                                |                 |
| 10 | 10                 | Видимо се!                | Драган Бјелогрлић | Ранко Божић Димитрије Војнов Драган Бјелогрлић | 15. јун 2014.   |
| У последњој епизоди серије видећемо низ узбудљивих догађаја око спасавања Тиркета из заробљеништва у Долорисиној кући. Ова акција спасавања поново ће ујединити тим Југославије у хомогену екипу у којој важи правило "сви за једнога и један за све". Почиње утакмица са Уругвајем пред 100 000 хиљада непријатељски расположених гледалаца. Утакмица из минута у минут постаје све грубља и већ у првом делу игре постаје јасно да ово полуфинале Југословени неће ни смети ни моћи да добију. Током полувремена, у свлачионици, играче који си хтели да прекину меч тренер Божа бодри да издрже до краја... За то време у Београду теку припреме за дочек фудбалских шампиона....                                                           |                    |                           |                   |                                                |                 |

## Улоге
| Глумац                     | Улога                                |
| -------------------------- | ------------------------------------ |
| Милош Биковић              | Александар Тирнанић „Тирке“          |
| Петар Стругар              | Благоје Марјановић „Моша“            |
| Арманд Асанте              | Хочкинс                              |
| Виктор Савић               | Милутин Ивковић „Милутинац“          |
| Елена Мартинез             | Долорес                              |
| Бранко Ђурић Ђуро          | Миљенко Паковић Пако                 |
| Предраг Васић              | мали Станоје                         |
| Небојша Илић               | Бошко Симоновић „Дунстер“            |
| Војин Ћетковић             | Михаило Андрејевић „Андрејка“        |
| Александар Радојичић       | Микица Арсенијевић „Балерина“        |
| Иван Зекић                 | Ивица Бек                            |
| Никола Ђуричко             | Живковић                             |
| Срђан Тодоровић            | Бора Јовановић                       |
| Срђан Тимаров              | Коста Хаџи                           |
| Андрија Кузмановић         | Милован Јакшић „Јакша“               |
| Ненад Хераковић            | Драгослав Михајловић „Вампир“        |
| Урош Јовчић                | Ђорђе Вујадиновић „Носоња“           |
| Милан Никитовић            | Бранислав Секулић                    |
| Раде Ћосић                 | Теофило Спасојевић                   |
| Бојан Кривокапић           | Момчило Ђокић „Гусар“                |
| Драган Николић             | Жил Риме                             |
| Конча Хидалго              | Мама Ђулија                          |
| Славко Штимац              | Средовечни Станоје                   |
| Властимир Ђуза Стојиљковић | Стари Станоје                        |
| Данијела Петковић          | Секретарица председника ФИФЕ         |
| Милутин Караџић            | Газда Рајко                          |
| Бранимир Брстина           | Богдан                               |
| Бранислав Лечић            | Краљ Александар Карађорђевић         |
| Тамара Драгичевић          | Ели Попс                             |
| Дарко Томовић              | Данило Стојановић                    |
| Борис Комненић             |                                      |
| Дејан Аћимовић             |                                      |
| Марко Живић                | Исак                                 |
| Себастијан Каваца          |                                      |
| Миодраг Пејковић           | Уругвајски тренер                    |
| Бранка Шелић               | Часна сестра                         |
| Слободан Бода Нинковић     | Кустудић                             |
| Горан Радаковић            |                                      |
| Бојан Жировић              |                                      |
| Анита Манчић               | Ђурђа                                |
| Милан Јовановић            | Уругвајски полицајац                 |
| Бојан Димитријевић         | Станислав                            |
| Џенифер Мартин             |                                      |
| Роберто Гоја               |                                      |
| Феђа Стојановић            |                                      |
| Марко Гверо                |                                      |
| Карла Санчез               |                                      |
| Франциско Вера             |                                      |
| Дидиер Расел               |                                      |
| Хозе Луис Де Мадариага     |                                      |
| Душанка Стојановић         |                                      |
| Вилијам Краловец           |                                      |
| Гордана Ђурђевић           | Рајна                                |
| Драган Петровић Пеле       |                                      |
| Јовица Јашин               | гост у кафани                        |
| Александар Милојевић       | Бразилски тренер                     |
| Никола Милојевић           | судија у утакмици са Бразилом        |
| Peter J Chaffey            | америчке фудбалер репрезентације Том |
| Бојан Мичић                | амерички фудбалер бурт               |
| Матија Матовић Монди       | полицијски официр                    |
| Селимир Тошић              | господин Бељански                    |
| Миленко Адамов             | Муштерија у берберници               |
| Марко Авџић                | румунски фудбалер                    |
| Софија Куновска            | рецепционарка у хотелу Гранд палас   |
| Нухр Јојо                  | моментито мадам                      |